# گورستان پریان
قبرستان پریان مربوط به دوران‌های تاریخی پس از اسلام متأخر دوران‌های تاریخی پس از اسلام است و در شهرستان اسلام‌آباد غرب، ۳۵۰ متری جنوب غربی شهر حمیل واقع شده و این اثر در تاریخ ۶ اسفند ۱۳۸۵ با شمارهٔ ثبت ۱۷۵۶۲ به‌عنوان یکی از آثار ملی ایران به ثبت رسیده است.